# Cámara Argentina de Comercio
La Cámara Argentina de Comercio y Servicios (CAC) es una organización patronal argentina creada el 7 de noviembre de 1924 bajo el nombre de "Cámara Argentina de Cultura, Comercio, Industria y Producción". Se le otorga personería jurídica el 12 de septiembre de 1927, por disposición del Poder Ejecutivo, con su actual denominación de Cámara Argentina de Comercio y Servicios. Está organizada como central nacional confederal de organizaciones locales y sectoriales de comerciantes, y empresas dedicadas al comercio. En 2016 la Cámara Argentina de Comercio cambia su denominación a Cámara Argentina de Comercio y Servicios.
En 1960 la CAC creó la Fundación Cámara Argentina de Comercio, Esta Fundación se fusionó más adelante con tres instituciones de investigación empresarial para formar la Fundación de Investigaciones Económicas Latinoamericanas (FIEL).La Cac sería  denunciada cuando en 2023 cuando su presidente llamo a un desabastecimiento para forzar un cambio  de gobiernoDiferentes líderes expresaron su respuesta antes las amenazas de Grisman "Lamentamos mucho este tipo de amenazas  que no son a un Gobierno ni a una política, sino al Pueblo argentino"En 2024 cuasaria nueva controversias cuando el presidente de la Cámara Argentina de Comercio y Servicios manifestó que “algunos comercios van a desaparecer, el cierre de “muchos comercios” y justificó que “serán los costos para tener un país normal”.
La CAC forma parte del Grupo de los Seis que agrupa a las seis organizaciones patronales de mayor poder: Sociedad Rural Argentina, Unión Industrial Argentina, la Cámara Argentina de Comercio y Servicios, Cámara Argentina de la Construcción, la Bolsa de Comercio, la Asociación de Bancos Privados de Capital Argentino (ADEBA).
Dirigida por Natalio Mario Grinnman quien sería procesado por la justicia en 2019 a raíz de coimas.

## Actuación internacional
En el ámbito internacional la CAC integra el Consejo Interamericano de Comercio y Producción (CICYP). Es miembro de la Asociación Iberoamericana de Cámaras de Comercio (AICO) y del Capítulo Argentino de la Cámara de Comercio Latina en los Estados Unidos (CAMACOL). La CAC también es parte y miembro fundadora del Consejo de Cámaras de Comercio del Mercosur con sede permanente en Montevideo.
Algunos de los organismos en los que participa la Cámara: Programa AL-INVEST de la Unión Europea, Consejo Consultivo Aduanero, Consejo de Cámaras de Comercio de los países del G20, Consejo de Comercio Internacional del Ministerio de Relaciones Exteriores, Consejo de Cámaras de Comercio del Mercosur, Consejo Nacional del Empleo, la Productividad y el Salario Mínimo Vital y Móvil del Ministerio de Trabajo, Consejo Nacional de Educación, Trabajo y Producción del Ministerio de Educación y Consejo Social de la Ciudad de Buenos Aires entre otras.

## Divisiones
- Comercio Interior
- Comercio Exterior
- Economía
- Relaciones Internacionales
- Unidad de Estudios y Proyectos
- Instituto Privado de la Cámara Argentina de Comercio y Servicios
- Centro de Mediación y Arbitraje Comercial de la Cámara Argentina de Comercio y Servicios (CEMARC)

## Autoridades
Consejo Directivo 2020:
- Presidente: Natalio Mario Grinman (Natalio Mario Grinman)
- Vicepresidente I: Eduardo Eurnekián (AA 2000)
- Vicepresidente II: Guillermo Dietrich (Dietrich S.A.)
- Vicepresidente III: Alberto Grimoldi (Grimoldi S.A.)
- Secretario: Rodrigo Pérez Graziano (PSA Peugeot Citroën S.A.)
- Tesorero: Edgardo Phielipp (Asociación de Comercio, Industria y Producción de Neuquén)
- Prosecretario: Ángel Machado (Canon Medical Systems S.A.)
- Protesorera: María Luisa Macchiavello (Droguería del Sud S.A.)
- Prosecretario II: Marcelo Elizondo (Marcelo Elizondo)